# Gunnar Klerck
Johan Gunnar Klerck, född den 17 november 1887 i Riseberga församling, Kristianstads län, död den 28 maj 1953 i Gävle, var en svensk ämbetsman.
Klerck avlade kansliexamen vid Lunds universitet 1912. Han anställdes samma år vid länsstyrelsen i Gävleborgs län, där han blev länsbokhållare 1924 och länsassessor 1929. Klerck var landskamrerare i Gävleborgs län 1941–1952. Han blev riddare av Vasaorden 1939 och av Nordstjärneorden 1945. Klerck vilar på Norra kyrkogården i Lund. 